# Гиностемма пятилистная
Гиносте́мма пятили́стная (лат. Gynostemma pentaphyllum, кит. 绞股蓝, пиньинь jiǎogǔlán, букв. «вьющееся индиго») — вид травянистых растений из рода Гиностемма семейства Тыквенные (Cucurbitaceae).
Растение распространено в Китае и некоторых других азиатских странах.

## Описание
Вьющаяся лиана, прикрепляющаяся к опорам с помощью усиков. Зазубренные листочки обычно растут группами по пять. Плод — маленькая фиолетовая несъедобная тыквина. Растение двудомное.

## Распространение
Широко распространено за пределами Китая, от Индии и Бангладеш до Юго-Восточной Азии, Японии и Кореи, а также Новой Гвинеи. В Китае растет в лесах, зарослях и обочинах дорог на горных склонах на высоте 300–3 200 м над уровнем моря.
Растение культивируется в зоне морозоустойчивости 8 USDA, где она может расти как недолговечное многолетнее растение. Его можно выращивать как однолетник в большинстве регионов с умеренным климатом, в хорошо дренированной почве на солнце. Плохо растет в холодном климате с температурами ниже нуля.

## История изучения
Растение было впервые описано в 1406 г. Чжу Сяо. Самая ранняя запись об использовании растения в качестве лекарства содержится в книге травника Ли Шичжэня «Сборник лекарственных веществ», опубликованной в 1578 году, в которой цзяогулань упоминается средство лечения таких заболеваний, как гематурия, отек глотки и шеи, опухоли и травмы. В европейской науке гиностемму пятилистную описал Петер Тунберг под названием Vitis pentaphylla. Особый род гиностемма выдели в 1825 году голландец Карл Людвиг фон Блуме. Современное научное название Gynostemma pentaphyllum дал в 1902 году японский ботаник Томитаро Макино.

## Применение
В горных районах южного Китая и северного Вьетнама растение применяется с древних времён в качестве лекарства, а также как стимулирующий чай. Может также использоваться в виде спиртового экстракта или в пищевых добавках. Большое количество пожилых людей в провинции Гуйчжоу сообщили, что регулярно употребляют это растение. Гиностемма не получила широкого распространения в традиционной китайской медицине и была принята только с конца 1990-х годов, потому что она растет далеко от центрального Китая, где сложилась система традиционной китайской медицины, следовательно, она не была включена в стандартную фармакопею китайской медицины.
Современное признание растения за пределами Китая связано с исследованиями заменителей сахара. В 1970-х годах, анализируя сладкий компонент растения, Масахиро Нагаи обнаружил сапонины, идентичные сапонинам женьшеня обыкновенного. Дальнейшие исследования выявили ещё несколько сапонинов (гипенозидов), сравнимых или идентичных тем, которые содержатся в женьшене (гинсенозидам). Некоторые ограниченные исследования оценивали способность гиностемы пятилистной влиять на такие расстройства, как сердечно-сосудистые заболевания, гиперлипидемия или диабет 2 типа, но эти исследования были слишком предварительными, чтобы сделать вывод о её пользе. Небольшое исследование показало умеренное снижение тревожности, но оно не было статистически значимым.

## Названия
Иногда растение называют «южный женьшень», так как оно растёт на юге центральной части Китая, а по своему воздействию на человеческий организм похоже на женьшень. Известно также под названиями  пятилистный женьшень, женьшень бедняка, чудо-трава, волшебная трава, сладкая чайная лоза. На юге Китая растение известно также как «трава бессмертия» (仙草, xiān cǎo).
В России в качестве торговых наименований травы используются названия «цзяогулань» и «джиаогулан» (транслитерация пиньиня с нарушением правил Палладия). В Японии известно под названием amachazuru.

## Таксономия
Список синонимов:
- Alsomitra cissoides M.Roem.
- Enkylia digyna Griff.
- Enkylia trigyna Griff.
- Gynostemma blumei Hassk.
- Gynostemma cissoides Benth. & Hook.f.
- Gynostemma pedatum Blume
- Gynostemma siamicum Craib
- Gynostemma trigynum M.A.Lawson
- Pestalozzia pedata (Blume) Zoll. & Moritzi
- Vitis atroviridis Wall.
- Vitis pentaphylla Thunb.basionym
- Vitis trichophora Wall.
- Zanonia cissoides Wall.
- Zanonia pedata (Blume) Miq.